# Luigi Serafini
Luigi Serafini (ur. 6 czerwca 1808 w Magliano Sabina, zm. 1 lutego 1894 w Rzymie) – włoski duchowny katolicki, wysoki urzędnik Kurii Rzymskiej, biskup Viterbo, kardynał.

## Życiorys
Pochodził z rodziny szlacheckiej, był synem Giuseppe i Anny z domu Giorgi, bratankiem kardynała Giovanniego Serafiniego. Kształcił się w kolegium w Sabina i w Collegio Romano w Rzymie; na Uniwersytecie La Sapienza w Rzymie obronił doktorat obojga praw (w kwietniu 1832). Pracował jako świecki prawnik w Kurii Rzymskiej, pełnił funkcję relatora Świętej Consulty dla prowincji Rieti, później kolejno referendarza i audytora w Trybunale Sygnatury Apostolskiej, od stycznia 1850 audytora w Rocie Rzymskiej. Otrzymał tytuł prałata domowego papieskiego w grudniu 1843, ale święcenia kapłańskie przyjął dopiero 25 sierpnia 1853. W latach 1858–1870 był regentem Penitencjarii Apostolskiej.
W czerwcu 1870 został mianowany biskupem Viterbo e Toscanella, sakry biskupiej udzielił mu w Rzymie kardynał Constantino Patrizi (17 lipca 1870). W marcu 1877 papież Pius IX wyniósł Serafiniego do godności kardynalskiej, nadając tytuł prezbitera S. Girolamo dei Croati. Rok później Serafini uczestniczył w konklawe po śmierci Piusa IX, na którym na papieża wybrano Leona XIII. Na ręce nowego papieża złożył w lutym 1880 rezygnację z funkcji biskupa Viterbo; w maju 1884 został prefektem Trybunału Sygnatury Apostolskiej.
W latach 1885–1893 pełnił funkcję prefekta Kongregacji Soboru Trydenckiego, od czerwca 1893 sekretarza Listów Apostolskich. Od marca 1887 do czerwca 1888 był kamerlingiem Kolegium Kardynalskiego; w czerwcu 1888 został promowany do rangi kardynała-biskupa, otrzymał diecezję tytularną Sabina oraz opactwo S. Maria di Farfa. Zmarłego w wieku 85 lat kardynała pochowano na rzymskim cmentarzu Campo Verano.